# William Holman Hunt
William Holman Hunt (2 de abril de 1827, Londres, Inglaterra - 7 de septiembre de 1910, ibidem) fue un pintor británico, uno de los fundadores de la Hermandad Prerrafaelita. Aunque estudió en la Royal Academy of Arts, rechazó el estilo impuesto por su fundador, Sir Joshua Reynolds. Fundó en 1848, junto con Dante Gabriel Rossetti y John Everett Millais, la Hermandad Prerrafaelita, asociación que propugnaba un retorno a lo espiritual y sincero en el arte, despreciando la pintura académica, que consideraban una mera repetición de clichés. Para ello, proponían inspirarse en los primitivos italianos y flamencos del siglo XV, anteriores a Rafael.

## Biografía

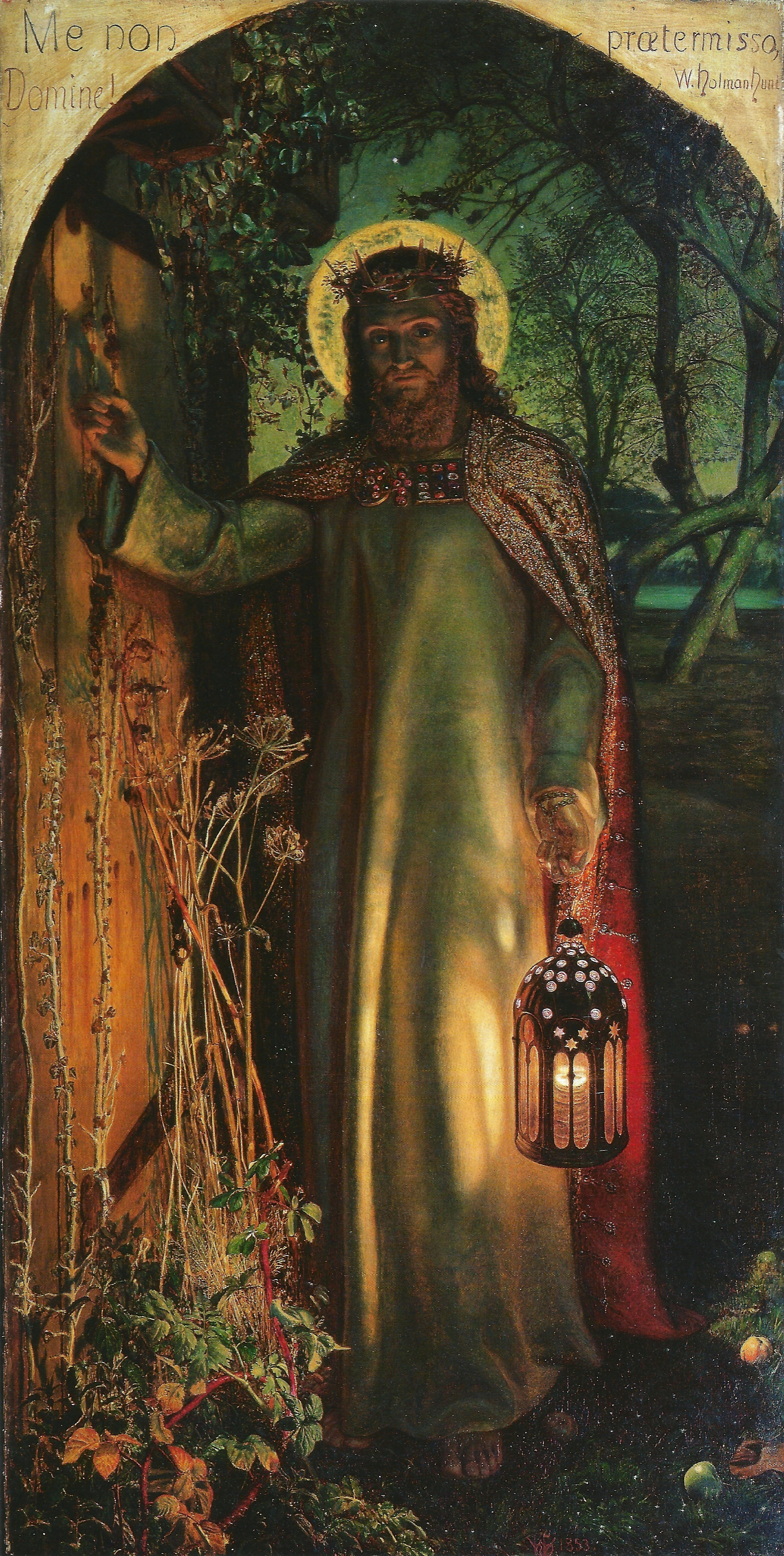
La luz del mundo (1853), Keble College, Universidad de Oxford

En 1865 se casó con Fanny Waugh, quien moriría a las pocas semanas de dar a luz al primogénito de Hunt, Cyril Benone. Esta mala experiencia se unió a que Hunt jamás fue propuesto, a pesar de su fama, como miembro de la Royal Academy, lo que le llevó a desistir de participar en más muestras anuales y a tomar la decisión de mostrar su obra por libre, en galerías como Grosvenor Gallery y New Gallery. En 1875 contrajo matrimonio con Edith, hermana de su difunta esposa, lo cual le ocasionó numerosos problemas con la familia de esta, que se oponía a la unión, y con las leyes británicas, que por entonces no permitían tal tipo de matrimonio. En 1879 nació su segundo hijo, Hilary. Los años siguientes fueron muy fructíferos para Hunt: en 1886 tuvo lugar una retrospectiva de su obra en la Fine Art Society de Londres y escribió en algunas revistas, como la Contemporary Review.
Las obras de Hunt no tuvieron al principio demasiado éxito, siendo calificadas por la crítica de feas y torpemente ejecutadas. En los comienzos de su carrera su interés por el realismo le llevó a pintar varios cuadros que reflejaban escenas de la vida cotidiana tanto en el campo como en la ciudad, tales como El pastor veleidoso (The Hireling Shepherd, 1851) o El despertar de la conciencia (The Awakening Conscience,1853). Esta última escandalizó al público por mostrar sin ambages una relación extramatrimonial. Fue también un notable paisajista, con obras como Dunas de Fairlight (1858) o la acuarela Isla de Asparagus (1850). Sin embargo, la fama le llegó con sus obras de temática religiosa, como La luz del mundo (The Light of the World). Viajó a Palestina con el objeto de documentarse sobre el terreno para realizar obras religiosas como El chivo expiatorio (The Scapegoat, 1854), Cristo hallado en el templo (The Finding of the Saviour in the Temple, 1860) y La sombra de la muerte (The Shadow of Death, 1873), así como para pintar varios paisajes de la región.
Hunt pintó también obras basadas en poemas, como Isabella o La dama de Shalott, y en la tradición literaria inglesa, de Shakespeare a Keats.
Todas sus pinturas concedían una gran atención al detalle, y mostraban un vívido colorido y un elaborado simbolismo religioso, a menudo inspirado en los textos bíblicos. Su trabajo recibió la influencia de los escritos de John Ruskin y Thomas Carlyle; como ellos, Hunt creía que el mundo podía ser descifrado como un sistema de signos visuales. Para Hunt, la tarea del artista consistía en revelar la correspondencia entre signo y realidad. De todos los componentes de la Hermandad Prerrafaelita, fue Hunt el que mostró más fidelidad a sus planteamientos a lo largo de toda su vida.
Al final de su carrera se vio obligado a abandonar la pintura, por problemas de visión. Su última obra de importancia, The Lady of Shalott (1892), tuvo que ser completada por uno de sus ayudantes.
La autobiografía de Hunt, Prerrafaelismo y la Hermandad Prerrafaelita (Pre-Raphaelitism and the Pre-Raphaelite Brotherhood) fue escrita para corregir a otros libros aparecidos sobre el movimiento, en los que no se reconocía debidamente su contribución al mismo.
| Obras destacadas de William Holman Hunt             | Obras destacadas de William Holman Hunt                          | Obras destacadas de William Holman Hunt             | Obras destacadas de William Holman Hunt             | Obras destacadas de William Holman Hunt                     |
| --------------------------------------------------- | ---------------------------------------------------------------- | --------------------------------------------------- | --------------------------------------------------- | ----------------------------------------------------------- |
|                                                     |                                                                  |                                                     |                                                     |                                                             |
| 1851 - The Hireling Shepherd (El pastor distraído). | 1851-53 - The Awakening Conscience El despertar de la conciencia | 1853 - Our English Coasts Nuestras costas inglesas. | 1854-60 - The Finding of the Saviour in the Temple. | 1866-1905 - The Lady of Shalott (con Edward Robert Hughes). |

## Catálogo de obras
La Tabla que sigue recoge muchas de las obras realizadas por Holman Hunt, aunque el catálogo no está completo. Contribuye completándolo.
| Cuadro | Año (*)   | Obra | Tipo de obra      | Dimensiones (cm) | Museo                                                                                                  |
| ------ | --------- | --- | ----------------- | ---------------- | --- |
|        | 1841      | Self-portrait at the Age of 14 |                   |                  | Reino Unido, Oxford, Ashmolean Museum.                                                                 |
|        | 1846      | Love at First Sight |                   |                  | |
|        | 1847      | F.G. Stephens |                   |                  | Reino Unido, Londres, Tate Britain.                                                                    |
|        | 1847-49   | Christ and the Two Marys (o The Risen Christ with the Two Marys in the Garden Of Joseph of Aramathea)                               |                   |                  | Australia, Adelaida, Art Gallery of South Australia]].                                                 |
|        | 1848      | The Escape of Madeline and Porphyro during the drunkenness attending the revelry (The Eve of St. Agnes)                             |                   |                  | Reino Unido, Londres, Guildhall Art Gallery.                                                           |
|        | 1848-49   | Rienzi vowing to obtain justice for the death of his young brother, slain in a skirmish between the Colonna and the Orsini factions |                   |                  | Colección de Mrs. E. M. Clarke.                                                                        |
|        | 1849      | The Haunted Manor |                   |                  | Reino Unido, Londres, Tate Britain.                                                                    |
|        | 1849      | Cornfield at Ewell |                   |                  | Reino Unido, Londres, Tate Britain.                                                                    |
|        | 1849-50   | A Converted British Family sheltering a Christian Priest from the Persecution of the Druids                                         |                   |                  | Reino Unido, Oxford, Ashmolean Museum.                                                                 |
|        | 1850-53   | Claudio and Isabella |                   |                  | Reino Unido, Londres, Tate Britain.                                                                    |
|        | 1851      | El pastor distraído | Óleo sobre lienzo | 76,4 × 109,5     | Reino Unido, Manchester Art Gallery.                                                                   |
|        | 1851-53   | El despertar de la conciencia |                   |                  | Reino Unido, Londres, Tate Britain.                                                                    |
|        | 1852      | Nuestras costas inglesas | Óleo sobre lienzo | 43 × 58,5        | Reino Unido, Londres, Tate Britain.                                                                    |
|        | 1853      | Dante Gabriel Rossetti |                   |                  | |
|        | 1853-54   | La luz del mundo |                   |                  | Reino Unido, Oxford, Keble College.                                                                    |
|        | 1854      | The Great Pyramid |                   |                  | |
|        | 1854-60   | El Hallazgo del Salvador en el Templo                                                                                               | Óleo sobre lienzo | 54,9 × 34,9      | Reino Unido, Birmingham Museum & Art Gallery.                                                          |
|        | 1854-63   | The Afterglow in Egypt |                   |                  | Reino Unido, Oxford, Ashmolean Museum.                                                                 |
|        | 1854-56   | El chivo expiatorio |                   |                  | Lady Lever Art Gallery, Port Sunlight.                                                                 |
|        | 1858-59   | The School-girl's Hymn |                   |                  | Reino Unido, Oxford, Ashmolean Museum.                                                                 |
|        | 1863-64   | London Bridge on the Night of the Marriage of the Prince and Princess of Wales                                                      |                   |                  | Reino Unido, Oxford, Ashmolean Museum.                                                                 |
|        | 1865-66   | The Festival of St. Swithin (The Dovecot)                                                                                           |                   |                  | Reino Unido, Oxford, Ashmolean Museum.                                                                 |
|        | 1866      | Il Dolce Far Niente |                   |                  | Forbes Magazine Collection.                                                                            |
|        | 1868      | Isabella y la olla de albahaca |                   |                  | Reino Unido, Newcastle upon Tyne, Laing Art Gallery.                                                   |
|        | 1870-73   | La sombra de la muerte |                   |                  | Reino Unido, Manchester Art Gallery.                                                                   |
|        | 1875      | The Ship |                   |                  | |
|        | 1877      | The Plain of Esdralon from the Heights above Nazareth                                                                               |                   |                  | Reino Unido, Oxford, Ashmolean Museum.                                                                 |
|        | s.d.      | Sunset at Chimalditi |                   |                  | |
|        | 1883-84   | The Triumph of the Innocents |                   |                  | Reino Unido, Londres, Tate Britain.                                                                    |
|        | 1884-85   | The Bride of Bethlehem |                   |                  | |
|        | 1886-1905 | The Lady of Shalott (con Edward Robert Hughes)                                                                                      |                   |                  | Estados Unidos, Connecticut, Wadsworth Atheneum, Ella Gallup Sumner and Mary Catlin Sumner Collection. |
|        | 1888-91   | May Morning on Magdalen Tower |                   |                  | Lady Lever Art Gallery, Port Sunlight.                                                                 |
|        | 1892      | The Nile Postman |                   |                  | |
|        | 1894      | Christ the Pilot |                   |                  | |
|        | 1895      | The Importunate Neighbour |                   |                  | |
|        | 1892-99   | The Miracle of the Holy Fire |                   |                  | Estados Unidos, Harvard University, Fogg Art Museum.                                                   |
|        | 1898      | The Beloved |                   |                  | |
|        | s.d.      | John Hunt |                   |                  | Reino Unido, Londres, Tate Britain.                                                                    |
|        | s.d.      | John Key |                   |                  | Reino Unido, Londres, Tate Britain.                                                                    |
|        | s.d.      | Amaryllis |                   |                  | |
|        | s.d.      | Bianca |                   |                  | |
|        | s.d.      | Master Hilary — The Tracer |                   |                  | |
|        | s.d.      | The King of Hearts |                   |                  | |
|        | s.d.      | The Tuscan Straw Plaiter |                   |                  | |
|        | s.d.      | The Apple Harvest — Valley of the Rhone                                                                                             |                   |                  | |
|        | s.d.      | Athens |                   |                  | |
|        | s.d.      | Nazareth |                   |                  | |
|        | s.d.      | H. B. Martineau |                   |                  | |
|        | s.d.      | Henry Wentworth Monk |                   |                  | |
|        | s.d.      | Thomas Fairbairn |                   |                  | |
|        | s.d.      | Sir Richard Owen |                   |                  | |
|        | s.d.      | Harold Rathbone |                   |                  | |
|        | s.d.      | Mrs. George Waugh |                   |                  | |
|        | s.d.      | Emily Waugh Hunt |                   |                  | |
|        | s.d.      | Fanny Waugh Hunt |                   |                  | |
|        | s.d.      | William Holman Hunt |                   |                  | |
|        | s.d.      | Christ amongst the Doctors |                   |                  | |
|        | s.d.      | Isabella |                   |                  | |